# جوشوا كي
جوشوا كي (بالإنجليزية: Joshua Key)‏ هو كاتب أمريكي، ولد في 1978 في غوثري في الولايات المتحدة.